# Abbans-Dessus
Abbans-Dessus è un comune francese di 319 abitanti situato nel dipartimento del Doubs nella regione della Borgogna-Franca Contea.

## Società

### Evoluzione demografica
Abitanti censiti